# Želovice

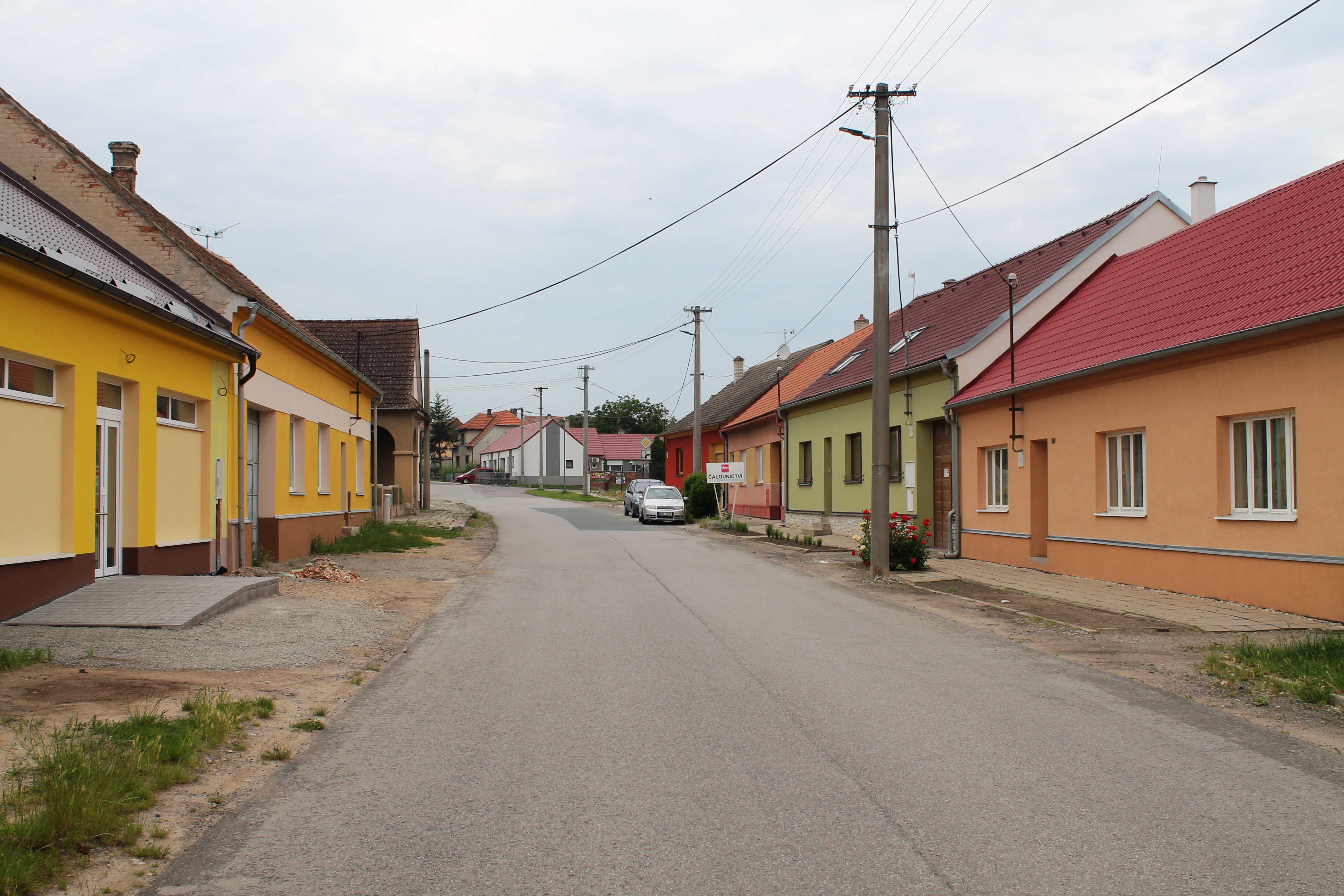
Dorfanger

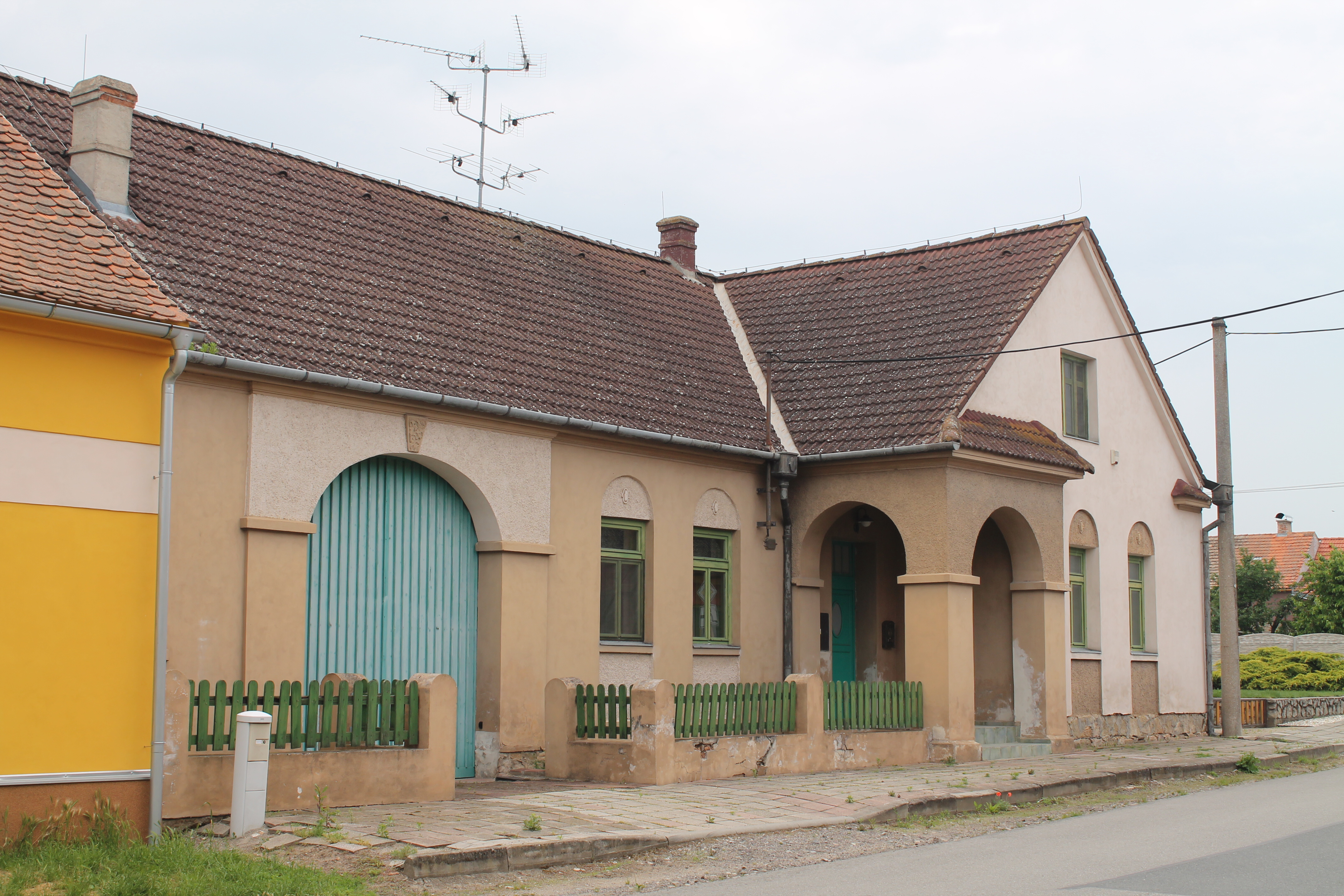
Haus am Dorfanger

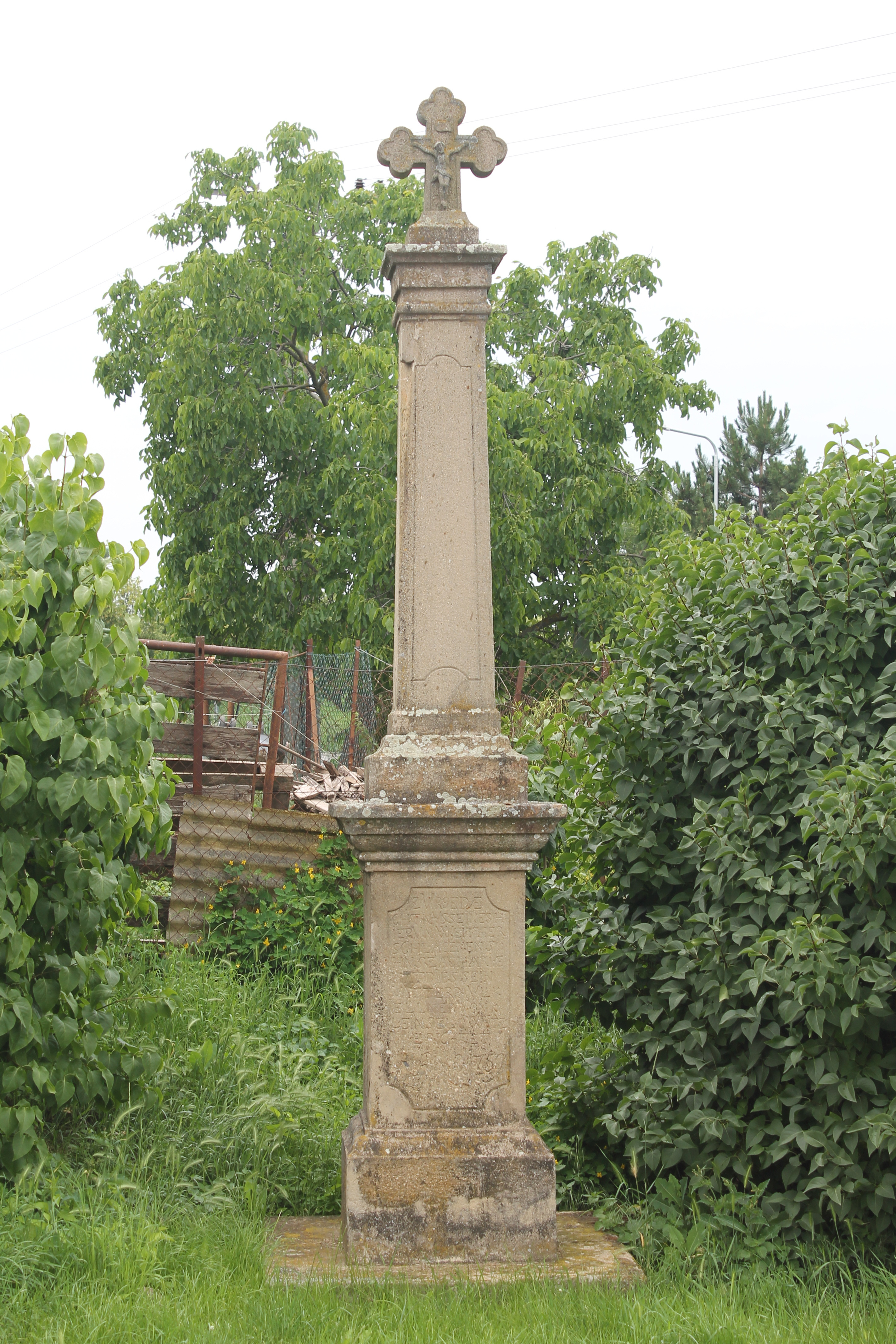
Wegkreuz

Želovice (deutsch Klein Seelowitz) ist eine Ortschaft der Minderstadt Olbramovice in Tschechien. Sie liegt – getrennt durch den Bach Olbramovický potok – unmittelbar südlich von Olbramovice und gehört zum Okres Znojmo.

## Geographie
Das Längsangerdorf Želovice erstreckt sich rechtsseitig des Olbramovický potok in der Thaya-Schwarza-Senke. Im Westen erhebt sich der U Svatého Michala (Steinhübel, 278 m. n.m.), nordwestlich der Leskoun (Miskogel, 371 m. n.m.). Am westlichen Ortsrand verläuft die Staatsstraße II/396 zwischen Branišovice und Dobelice. Želovice befindet sich in einer artesischen Zone eines Niederungsmoors, das sich bis Suchohrdly u Miroslavi und Damnice erstreckt.
Nachbarorte sind Olbramovice im Norden, Lidměřice im Osten, Babice im Südosten, Trnové Pole im Süden, Našiměřice im Südwesten, Miroslavské Knínice im Westen sowie Na Samotě und Bohutice im Nordwesten.

## Geschichte
Zu Beginn des 14. Jahrhunderts gehörte der Ort als Teil des Gutes Wolframitz dem Wyschehrader Kapitel bei Prag. Die erste urkundliche Erwähnung von Selchowicz erfolgte im Jahre 1321, als das Kapitel das Dorf zusammen mit Lisnic und den Patronatsrechten in Wolframitz für 2000 Prager Mark erblich an Heinrich von Leipa auf Burg Krumlov verkaufte. Wenig später erwarb die Benediktinerabtei Wilimow das Dorf und schlug es ihrem Gut Auertschitz zu, bei dem es noch 1340 erwähnt wurde. Im Jahre 1349 ist Drslaw von Lesonic als Besitzer nachweislich, er überschrieb seiner Frau Margaretha einen jährlichen Zins sowie einen Hof als Wittum. Zehn Jahre später verkaufte Bludo von Krumsin das Dorf für 150 Mark an die Brüder Bolek und Ješek von Krumsin, die es an wenig später an die Brünner Juden Isaak und Baruch verpfändeten. 1387 kaufte Friedrich von Lilcz das Dorf von den Brünner Juden. Ab 1517 wurde das Dorf als Zelowicz bezeichnet. Als der böhmische Marschall Johann von Leipa 1535 seinen Anteil an der Feste Bochtitz an Johann Kusy von Mukoděl verkaufte, gehörte zu diesem auch Zelowic. Im Jahre 1550 überließ Bertold von Leipa seinen Anteil an Zelowic, Wolframitz und Aschmeritz dem Sigmund Valecký von Mírov, der 1557 der Stadt Brünn noch vier Insassen in Zelowic abkaufte. Aus der nachfolgenden Zeit ist wenig über die Grundherren von Zelowic bekannt, wahrscheinlich erwarben die Herren Kusy von Mukoděl das Dorf. Im Ort bestand seit der zweiten Hälfte des 16. Jahrhunderts eine Täufergemeinde, die ab 1597 die Brüdermühle betrieb. Während des Dreißigjährigen Krieges wurde Zelowic im Jahre 1619 durch die Truppen des kaiserlichen Feldmarschalls Dampierre fast gänzlich zerstört. Die protestantischen Brüder Stephan und Wilhelm Kusy von Mukoděl verloren wegen ihrer Teilnahme am Ständeaufstand ihre Güter. Da sie nicht zum Katholizismus übertreten wollten, mussten sie das Land verlassen. Kaiser Ferdinand II. schenkte die konfiszierte Herrschaft Bochtitz mit Zelowic, Wedrowitz, Zabrdowitz und Wolfsgarsten am 25. September 1627 dem Znaimer Jesuitenkolleg. Seit 1671 wurde der Ortsname Selowitz verwendet. Die Folgen des Dreißigjährigen Krieges waren lange spürbar; im Jahre 1674 lagen noch immer 25 der 30 Gehöfte des Dorfes wüst. Die Namensform Seelowitz wurde ab 1718 gebräuchlich. Nach der Aufhebung des Jesuitenordens fiel die Herrschaft Bochtitz im Jahre 1773 dem k.k. Studienfonds zu. Am 15. Oktober 1789 verpachtete die k.k. Mährisch-Schlesische Staatsgüter-Veräußerungskommission die Herrschaft Bochtitz für jährlich 7508 Gulden erblich an Johann Topolansky. 1793 gab es in Selowitz 39 Häuser, in denen 222 Menschen lebten. Nachfolgende Besitzerin der Herrschaft war Topolanskys Witwe Theresia († 1804), die in zweiter Ehe mit Wenzel Petřitschek verheiratet war. Nach dem Erbvergleich von 1805 wurde Petřitschek alleiniger Besitzer. Am 22. Juni 1825 erbte Petřitscheks Tochter Aloisia Seidl die Herrschaft Bochtitz mit dem Gut Marschowitz. In der ersten Hälfte des 19. Jahrhunderts wurde zur Unterscheidung vom Städtchen Seelowitz der Namenszusatz Klein- eingeführt.
Im Jahre 1834 bestand das im Znaimer Kreis gelegene Dorf Klein-Selowitz bzw. Selowice male aus 42 Häusern mit 246 gemischtsprachigen Einwohnern. Haupterwerbsquelle bildeten die Landwirtschaft sowie der Obst- und Weinbau. Im Ort gab es eine Mühle und ein Wirtshaus. Pfarr- und Schulort war Wolframitz. Bis zur Mitte des 19. Jahrhunderts blieb Klein-Selowitz der Herrschaft Bochtitz untertänig.
Nach der Aufhebung der Patrimonialherrschaften bildete Klein-Seelowitz / Malé Zelovice ab 1848 mit dem Ortsteil Babitz eine Gemeinde im Gerichtsbezirk Kromau. 1848 erfolgte der Bau eines steinernen Glockenturmes auf dem Anger. Im Jahre 1866 kaufte Aloisia Seidl dem Studienfonds die Grundherrschaft aus der Erbpacht ab. Ab 1869 gehörte Klein Seelowitz zum Bezirk Kromau; zu dieser Zeit hatte das Dorf 229 Einwohner und bestand aus 41 Häusern. In den 1870er Jahren löste sich Babitz von Klein-Seelowitz los und bildete eine eigene Gemeinde. Die Straße von Wolframitz nach Frainspitz wurde in den 1890er Jahren an den südwestlichen Ortsrand verlegt. Im Jahre 1900 lebten in Klein-Seelowitz 210 Personen; 1910 waren es 222. In der ersten Hälfte des 20. Jahrhunderts wurden sechs artesische Brunnen gebohrt. Nach dem Ersten Weltkrieg zerfiel der Vielvölkerstaat Österreich-Ungarn, das Dorf wurde 1918 Teil der neu gebildeten Tschechoslowakischen Republik. In der Zwischenkriegszeit bestanden mit den Höfen von Emmerich Kellner und Otto Kellner zwei landwirtschaftlichen Musterbetriebe in der Gemeinde. Beim Zensus von 1921 lebten in den 48 Häusern von Klein-Seelowitz 234 Personen, darunter 201 Deutsche und 28 Tschechen. 1922 entstand das Vereinshaus, das sich auch zum kulturellen Zentrum der Orte Wolframitz, Babitz, Lidmeritz und Gubschitz etablierte. Der tschechische Ortsname Malé Zelovice wurde 1924 in Želovice geändert. Die Elektrifizierung des Dorfes erfolgte 1928. Im Jahre 1930 bestand Klein Seelowitz aus 55 Häusern und hatte 222 Einwohner, darunter 192 Deutsche und 29 Tschechen. Nach dem Münchner Abkommen wurde die Gemeinde 1938 dem Großdeutschen Reich zugeschlagen und gehörte bis 1945 zum Kreis Znaim. 1939 lebten 215 Personen in Klein Seelowitz. Nach dem Ende des Zweiten Weltkrieges kam Želovice 1945 zur Tschechoslowakei zurück, es erfolgte die Wiederherstellung der alten Bezirksstrukturen. Der Glockenturm wurde 1945 zerstört. Die ehemalige Brüdermühle stellte im selben Jahre ihren Betrieb ein, letzte Besitzer waren die Familien Fritz und Frey.
1946 wurden alle deutschsprachigen Bewohner vertrieben. Im Jahre 1949 erfolgte der Zusammenschluss der Gemeinden Babice, Lidměřice, Olbramovice und Želovice zu einer Gemeinde Olbramovice. Im Jahre 1950 hatte Želovice nur noch 169 Einwohner. Bei der Gebietsreform von 1960 wurde Želovice im Zuge der Aufhebung des Okres Moravský Krumlov dem Okres Znojmo zugeordnet; zugleich verlor das Dorf den Status eines Ortsteils. Der Katastralbezirk Želovice wurde 1966 dem Katastralbezirk Olbramovice u Moravského Krumlova zugeschlagen. Im Laufe des 20. Jahrhunderts wuchs Želovice mit Babice zu einer Einheit zusammen.

## Sehenswürdigkeiten
- Steinernes Wegkreuz aus dem Jahre 1758. Im Jahre 1988 wurde es bei einem Verkehrsunfall zerstört und 1991 restauriert
- Spätgotisches Marterl aus dem Jahre 1518 mit vier Heiligenfiguren, es wurde in der zweiten Hälfte des 20. Jahrhunderts an die Kirche in Olbramovice versetzt.